# 컨뎀드 (2007년 영화)
《컨뎀드》(영어: The Condemned)는 2007년 공개된 미국의 액션 영화이다. 이 영화는 대중에게 방송되는 불법 게임의 일환으로 서로 죽을 때까지 싸움을 벌여야 하는 10명의 죄수들을 중심으로 전개된다.

## 줄거리
부패한 엘살바도르 감옥에서 사형을 기다리던 잭 콘래드는 부유한 제작자에게 “구매”되어 전 세계 감옥의 다른 9명의 사형수들과 함께 남태평양 무인도로 이송된다. 이들은 인터넷으로 생중계되는 불법 게임에서 서로 죽을 때까지 싸워 이기면 사형을 면하고 자유와 상금을 얻을 수 있다는 제안을 받는다.
각 참가자의 발목에는 안전장치가 장착된 30시간 시한 타이머, 추적 장치, 10초 지연 후 폭탄을 폭발시키는 핀이 부착된 폭탄이 채워진다. 게임의 제작자인 이언 “브렉” 브러켈은 슈퍼볼 시청률을 뛰어넘는 온라인 시청률을 노린다. 한편 FBI는 콘래드가 과거 마약상 소탕 작전 중 잡힌 델타 포스 요원 잭 라일리임을 알아낸다. 콘래드의 여자친구 세라 또한 이 상황을 알게 되고 생중계되는 게임을 지켜본다.
섬에 도착한 참가자들 중 한 명은 사고로 사망하고, 살아남은 자들은 서로 협력하거나 배신하며 생존을 위한 싸움을 시작한다. 콘래드는 동료 참가자 파코와 팀을 이루지만, 결국 파코와 그의 아내는 다른 참가자들에게 무참히 살해당한다. 콘래드는 방송탑에 잠입해 세라에게 섬의 위도를 알린 후 도망친다.
콘래드, 영국인 용병 맥스탈리, 일본인 사이가, 이렇게 세 명이 생존한 상태에서 콘래드가 사이가를 찌른다. 맥스탈리는 헬기에서 산탄총을 공급받아 콘래드를 추격한다. 콘래드는 절벽 아래 냇가로 떨어져 위기를 모면하고, 콘래드가 죽은 것으로 여겨지면서 맥스탈리가 승자가 된다. 맥스탈리는 상금을 받기 위해 관제탐으로 이동한다. 한편 브렉은 FBI가 자신을 구금하려고 네이비 실을 보냈다는 걸 알게 된다.
브렉은 맥스탈리에게 게임이 그에게 유리하게 돌아가도록 조작했음을 밝히며 상급을 지급하길 거절한다. 맥스탈리는 관제탑에 들어가 기술팀을 살해하고, 얼마 안 있어 콘래드가 나타나 브렉의 경호원을 죽이고 맥스탈리와 대면한다. 맥스탈리가 자신의 과거와 아프리카 감옥에서 겪었던 끔찍한 일들을 고백한 뒤 콘래드가 그를 쏴 죽인다. 맥스탈리의 기관단총을 든 콘래드는 헬기를 타고 도망치는 브렉을 추격한 뒤 재가동시킨 맥스탈리의 발목 폭탄을 던져 헬기를 폭파시키고, 본인의 폭탄을 해제한 후 자유를 얻는다. 마침내 콘래드는 세라의 텍사스 집에서 세라와 재회한다.

## 출연진
- 스티브 오스틴
- 비니 존스
- 마누 베넷
- 마사 야마구치
- 이밀리아 번스
- 마커스 존슨
- 다시 루즈
- 릭 호프먼
- 로버트 머몬
- 토리 머셋
- 샘 힐리
- 매들린 웨스트
- 설리번 스테이플턴
- 루크 페글러
- 크리스토퍼 제임스 베이커
- 네이선 존스

## 기타 제작진
- 공동 제작: 존 보노, 마라 제이컵스, 맷 월든
- 배역: 톰 맥스위니
- 미술: 그레이엄 “그레이스” 워커